# Pigia tergeminaria
Pigia tergeminaria är en fjärilsart som beskrevs av Herrich-Schäffer 1855. Pigia tergeminaria ingår i släktet Pigia och familjen mätare. Inga underarter finns listade i Catalogue of Life.